# Sampson Eardley
Sampson Eardley (10 octobre 1744 - 25 décembre 1824),  1er baron Eardley, connu sous le nom de Sir Sampson Gideon de 1759 à 1789, est le fils d'un autre Sampson Gideon (1699-1762), un banquier juif de la Cité de Londres qui conseille le gouvernement britannique dans les années 1740 et 1750, et sa femme Jane (décédée en 1778), fille de Charles Ermell de Londres.

## Biographie
Le jeune Sampson Gideon fait ses études à la Tonbridge School et au Collège d'Eton. Il est créé baronnet, le 21 mai 1759, sous l'influence de son père alors qu'il n'a que 14 ans . Son père avait demandé ce titre pour lui-même auprès du premier ministre, le duc de Newcastle, mais il s'est vu refuser en raison de sa religion, car il est resté un juif pratiquant. Le jeune Sampson Gideon et ses deux sœurs, au contraire, dont la mère est chrétienne, ont été baptisés et élevés dans l'Église d'Angleterre .
Il est député conservateur  du Cambridgeshire de 1770 à 1780, de Midhurst de 1780 à 1784, de Coventry de 1784 à 1796 et de Wallingford de 1796 à 1802. Il est élu huissier au conseil d'administration de la Bedford Level Corporation en 1767, poste qu'il occupe jusqu'à sa mort .
Le 17 juillet 1789, il change légalement son nom de famille en celui d'Eardley et dans la même année il est créé pair irlandais, avec le titre de baron Eardley, de Spalding dans le comté de Lincoln. Une pairie irlandaise ne donne pas de siège à la Chambre des lords britannique et ne l'empêche donc pas de devenir membre de la Chambre des communes britannique. En novembre 1789, il est élu Fellow de la Royal Society (FRS)  et il est également Fellow de la Society of Antiquaries (FSA) .
Lord Eardley est le premier grand maître provincial des francs-maçons du Cambridgeshire, nommé en 1796, jusqu'à sa mort .
Ses deux fils sont décédés avant lui et la pairie s'est éteinte à la mort de Lord Eardley, au 10 Marina Parade, Brighton  le jour de Noël 1824, à l'âge de 80 ans. Il est enterré à Erith, Kent . Sa fille, l'honorable Charlotte Elizabeth, épouse Sir Culling Smith, 2e baronnet, et leur fils, Sir Culling Smith, prend le nom de famille d'Eardley au lieu de Smith en 1847. La fille de Charlotte et Sir Culling Smith, Maria Charlotte, épouse le révérend Eardley Childers Walbanke-Childers et est la mère de l'homme politique Hugh Childers.

## Vie privée
En 1768, il épouse Maria Wilmot, la fille de Sir John Eardley Wilmot, juge en chef des plaidoyers communs de 1766 à 1771 et sa femme Sarah Rivett, avec qui il a cinq enfants ;
- Maria Marowe Eardley (22 novembre 1767 - 5 septembre 1834), mariée à Gregory William Eardley-Twisleton-Fiennes, 14e baron Saye et Sele
- Charlotte Elizabeth Gideon (1768 - 15 septembre 1820), mariée à Sir Culling Smith, 2e baronnet
- Sampson Eardley (20 décembre 1770 - juin 1824), décédé célibataire
- Selena Gideon (née en 1772), mariée au colonel John Walbanke-Childers
- William Eardley (1774–1805), décédé célibataire